# Összefogás
Az Összefogás (másképp: Baloldali összefogás), később Kormányváltás a 2014-es magyarországi országgyűlési választásra alakult baloldali választási pártszövetség informális neve volt.

## Története
Öt párt részvételével 2014. január 14-én alakult meg, listavezetője és egyben miniszterelnök-jelöltje Mesterházy Attila, a Magyar Szocialista Párt (MSZP) akkori elnöke volt. 2014. március 6-án lecserélték a nevet Kormányváltásra, mert összetéveszthető volt a hasonló nevű Összefogás Párt nevével. A pártszövetség célja a 2014-es magyarországi országgyűlési választáson a Fidesz leváltása volt, ez azonban nem sikerült. A választáson a pártszövetség 38 országgyűlési mandátumot szerzett, ezzel a legnagyobb ellenzéki csoportosulás lett. A pártszövetség a választásokat követően felbomlott, a 2014-es európai parlamenti választáson a pártszövetséget alkotó pártok már külön indultak. Egyes vélemények szerint az Összefogás kudarca azért következett be, mert a pártoknak a szavazatmaximalizálás volt a céljuk, és közben nem vették figyelembe, hogy a választók előtt hiteles választási alternatívaként jelenjenek meg. 2015 májusában Mesterházy Attila egy interjúban elismerte, hogy már a 2014-es választás előtt fél évvel tudta, hogy nem fognak nyerni, a vereség üzenetével azonban nehéz lett volna kampányolni.

## A pártszövetség tagjai és választási eredményei
| Választás | Szavazatok száma | Szavazatok aránya | Mandátumok száma | Mandátumok aránya | Parlamenti szerepe |
| --------- | ---------------- | ----------------- | ---------------- | ----------------- | ------------------ |
| 2014-es   | 1 273 275        | 26,85%            | 38 / 199         | 19,1%             | ellenzék           |

| Párt             | Párt                            | Párt             | Mandátum |
| ---------------- | ------------------------------- | ---------------- | -------- |
|                  | Magyar Szocialista Párt         | MSZP             | 29       |
|                  | Demokratikus Koalíció           | DK               | 4        |
|                  | Együtt – a Korszakváltók Pártja | Együtt           | 3        |
|                  | Magyar Liberális Párt           | Liberálisok      | 1        |
|                  | Párbeszéd Magyarországért       | Párbeszéd        | 1        |
| Összes mandátum: | Összes mandátum:                | Összes mandátum: | 38       |

## Választási lista
Az első húsz jelölt:
1. Mesterházy Attila (MSZP)
2. Bajnai Gordon (Együtt)
3. Gyurcsány Ferenc (DK)
4. Fodor Gábor (Liberálisok)
5. Szabó Tímea (PM)
6. Botka László (MSZP)
7. Tóbiás József (MSZP)
8. Gúr Nándor (MSZP)
9. Harangozó Tamás (MSZP)
10. Molnár Zsolt (MSZP)
11. Lukács Zoltán (MSZP)
12. Hiller István (MSZP)
13. Kunhalmi Ágnes (MSZP)
14. Velez Árpád (MSZP)
15. Szakács László (MSZP)
16. Kónya Péter (Együtt)
17. Korózs Lajos (MSZP)
18. Legény Zsolt (MSZP)
19. Molnár Csaba (DK)
20. Bangóné Borbély Ildikó (MSZP)